# EXID
EXID és un grup de música pop sud-coreà compost per un grup femení de cinc integrants format per Yedang Entertainment (ara Banana Culture) el 2012. Aconseguiren la fama amb el senzill "Up & Down".
El 2012 va aparèixer el grup amb el seu EP: Hippity Hop.
El gener de 2015 van guanyar el seu primer premi: Premi Gaon Chart K-Pop.
El 2015 foren objecte de burla per part d'un programa de televisió per la mala pronuncia de l'anglès de Junghwa. L'agència Yedang es mostrà enfadada amb la burla.

## Discografia
Senzills:
- 2012: Whoz That Girl[5]
- 2015, novembre: HOT PINK[6]

Àlbums:
- 2015: Ah Yeah: àlbum EP.[7]
- 2016, juny: Street: àlbum d'estudi.[8]
- 2017, abril 10: Eclipse: àlbum EP.[9]

## Premis
- 2015, gener 8: M Countdown, del Mnet
- 2015, gener 9: Music Bank, de KBS 2TV
- 2015, gener 11: primer lloc al programa musical Inkigayo, del canal SBS
- 2015: Premi Gaon Chart K-Pop[3]